# Kurnenahalli, Krishnarajpet
Kurnenahalli là một làng thuộc tehsil Krishnarajpet, huyện Mandya, bang Karnataka, Ấn Độ.